# Taihorina geisha
Taihorina geisha är en insektsart som beskrevs av Heinrich Christian Friedrich Schumacher 1915. Taihorina geisha ingår i släktet Taihorina och familjen Machaerotidae. Inga underarter finns listade i Catalogue of Life.